# Зальцитабін
Зальцитабі́н (міжнародна транскрипція ddC) — синтетичний противірусний препарат з групи нуклеозидних інгібіторів зворотньої транскриптази для прийому всередину. Зальцитабін уперше синтезований у 60-х роках ХХ століття американським ученим Джеромом Горвіцем Подальші дослідження препарату, які довели його ефективність проти вірусу СНІДу, проводились науковцями Національного інституту раку США Самуелем Бродером, Робертом Яркоуном та Хіроакі Міцуя, а ліцензію на випуск препарату Національний інститут охорони здоров'я США видав компанії Hoffmann-La Roche.

## Фармакологічні властивості
Зальцитабін — синтетичний противірусний препарат з групи нуклеозидних інгібіторів зворотньої транскриптази. Механізм дії препарату полягає в утворенні активного метаболіту — дидеоксицитизину 5-трифосфату, що інгібує фермент вірусу ВІЛ зворотню транскриптазу та інгібує α-, β- та γ-ДНК-полімерази. Зальцитабін активний до вірусу імунодефіциту людини І та ІІ типу та виявляє активність до ДНК-полімерази людини.

### Фармакокінетика
Зальцитабін при прийомі всередину швидко всмоктується, максимальна концентрація в крові досягається протягом 48 хвилин. Біодоступність препарату при прийомі всередину складає 80 %. У клітинах зальцитабін фосфорилюється до активного метаболіту — дидеоксицитизину 5-трифосфату, що має подовжений час напіввиведення (2,6—10 год. з клітини). Препарат проникає через гематоенцефалічний бар'єр. Зальцитабін проникає через плацентарний бар'єр та виділяється в грудне молоко. Препарат в незначній кількості (15 %) метаболізується в печінці з утворенням неактивних метаболітів. Зальцитабін виводиться з організму переважно нирками в незміненому вигляді, частково виводиться з калом. Період напіввиведення препарату складає 1—3 годин, при порушенні функції нирок цей час може збільшуватись.

## Показання до застосування
Зальцитабін застосовувався в складі комбінованої терапії для лікування ВІЛ-інфекції у дорослих та для профілактики професійного зараження ВІЛ медичними працівниками при аварійних ситуаціях. Монотерапію препаратом не застосовували в зв'язку з швидким розвитком резистентності вірусу ВІЛ до препарату.

## Побічна дія
При застосуванні зальцитабіну можливі наступні побічні ефекти:
- З боку шкірних покривів — часто (1—10 %) висипання на шкірі, кропив'янка, свербіж шкіри, підвищена пітливість; нечасто (0,1—1 %) алопеція.
- З боку травної системи — часто (1—10 %) нудота, блювання, діарея або запор, зниження апетиту, біль у животі, виразковий стоматит, відрижка, метеоризм; нечасто (0,1—1 %) гастрит, глосит, фарингіт, збільшення слинних залоз, езофагіт, панкреатит, гепатит, жовтяниця, шлунково-кишкові кровотечі, геморой, виразки прямої кишки.
- З боку нервової системи — дуже часто (більше 10 %) периферичні нейропатії та неврити; часто (1—10 %) головний біль, головокружіння; рідко (0,01—0,1 %) тремор, судоми, парестезії, астенічний синдром, шум у вухах, порушення слуху, порушення зору, біль в очах, ксерофтальмія.
- З боку опорно-рухового апарату — часто (1—10 %) артралгії, міалгії; нечасто артрит, міозит, оссалгії, загострення подагри.
- З боку серцево-судинної системи — часто (1—10 %) біль у грудній клітці;рідко (0,01—0,1 %) тахікардія, аритмії, кардіоміопатія, артеріальна гіпертензія, серцева недостатність, фібриляція передсердь.
- З боку сечовидільної системи — рідко (0,01—0,1 %) поліурія, часте сечовиділення, набряки, ниркова недостатність, токсична нефропатія.
- Інші побічні ефекти — часто (1—10 %) гарячка, кахексія; рідко ліподистрофія, лактатацидоз, кашель, ціаноз.
- Зміни в лабораторних аналізах — часто (1—10 %) анемія, еозинофілія, нейтропенія, тромбоцитопенія; рідко підвищення активності амінотрансфераз, лужної фосфатази, амілази у крові, гіперглікемія, гіперурикемія.

Під час проведення комбінованої антиретровірусної терапії у хворих зростає ймовірність лактатацидозу та гепатонекрозу. При проведенні ВААРТ у хворих зростає ймовірність розвитку гіпертригліцеридемії, гіперхолестеринемії, інсулінорезистентності, гіперглікемії та гіперлактемії. Під час проведення ВААРТ зростає ймовірність синдрому відновлення імунної системи із загостренням латентних і ВІЛ-асоційованих інфекцій.

## Протипоказання
Зальцитабін протипоказаний при підвищеній чутливості до препарату, панкреатиті, периферичній невропатії, важкій нирковій та печінковій недостатності, тяжкій серцевій недостатності або кардіоміопатії, вагітності та годуванні грудьми, алкоголізмі, дітям до 13 років.

## Форми випуску
Зальцитабін випускався у вигляді таблеток по 0,375 та 0,75 г. Випуск препарату припинений із 31 грудня 2006 року.